# André Luíz Baracho
André Luíz Baracho (* 15. Juli 1980) ist ein ehemaliger brasilianischer Fußballspieler.

## Karriere
Der gebürtige Brasilianer kam 1997 im Alter von 16 Jahren nach Japan. André erlernte das Fußballspielen in der Schulmannschaft der Shibuya Makuhari Highschool. 2000 unterschrieb er einen Vertrag beim Erstligisten Ōita Trinita. Sein Zweitligadebüt gab André am 21. Mai 2000 (14. Spieltag) im Auswärtsspiel gegen Shonan Bellmare. Im Juli 2000 wechselte er zu Sagan Tosu. In der Zeit von 2005 bis 2006 war er in Vietnam bei Sông Lam Nghệ An und Hòa Phát Hà Nội FC aktiv.